# Leo G. Carroll

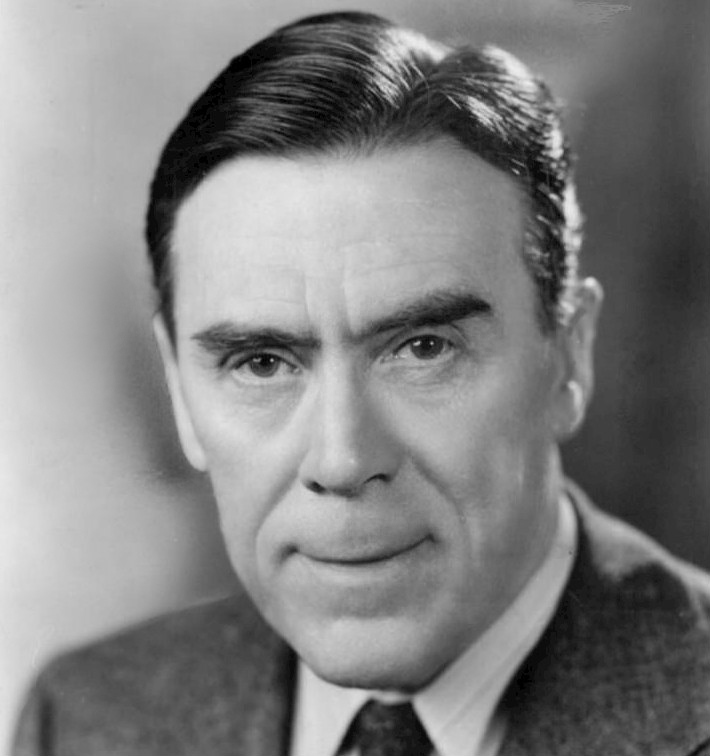
Leo G. Carroll 1951

Leo Gratten Carroll (* 25. Oktober 1886 in Weedon Bec, Northamptonshire, England; † 16. Oktober 1972 in Hollywood, Kalifornien) war ein britischer Schauspieler. Der Charakterdarsteller spielte in vielen Hollywood-Filmen profilierte Nebenrollen, darunter in sechs Hitchcock-Produktionen.

## Leben
Leo Gratten Carroll wurde als Sohn von William und Catharine Carroll in eine wohlhabende katholische Familie in England geboren. Benannt wurde er nach dem von 1878 bis 1903 amtierenden Papst Leo XIII. Nachdem Caroll zunächst als Weinhändler gearbeitet hatte, wurde er schließlich 1912 zum professionellen Theaterschauspieler. Bis Mitte der 1930er-Jahre pendelte Carroll so zwischen den Bühnen in London und dem Broadway hin und her. Zu seinen größten Erfolgen zählten das Stück The Green Bay Tree zwischen 1933 und 1934 sowie Anfang der 1940er-Jahre die US-Erstaufführung von Patrick Hamiltons Kriminalstück Gaslicht mit Vincent Price. Auch mit Beginn seiner Filmkarriere blieb er dem Theater sehr verbunden, noch bis Mitte der 1950er-Jahre trat der Charakterdarsteller am Broadway auf.
Nach seinem Filmdebüt in Sadie McKee entwickelte sich Carroll schnell zu einem gefragten Nebendarsteller in Hollywood. Insbesondere Starregisseur Alfred Hitchcock vertraute auf seine Dienste, Carroll war zwischen 1940 und 1959 in sechs Spielfilmen des britischen Regisseurs zu sehen: In Rebecca (1940) liefert er als Arzt das letzte Detail zur Aufklärung eines mysteriösen Todes, in Verdacht (1941) ist er der Vorgesetzte von Cary Grants Hauptfigur, in Ich kämpfe um dich (1945) verkörperte er den in den Ruhestand versetzten Sanatoriumsleiter Dr. Murchinson, in Der Fall Paradin (1947) spielte er den Ankläger Sir Joseph, in Der Fremde im Zug (1951) stellte er einen amerikanischen Senator dar, und in Der unsichtbare Dritte (1959) ist Carroll der mysteriöse Geheimdienstchef The Professor. Carroll wurde vor allem als Arzt, Wissenschaftler oder Butler besetzt, spielte aber auch Marleys Geist in A Christmas Carol (1938) und den unheimlichen Diener Joseph in Sturmhöhe (1939).
Eine interessante Rolle hatte Carroll 1951 als deutscher General Gerd von Rundstedt in Rommel, der Wüstenfuchs, wo seine Figur – so kurz nach Ende des Zweiten Weltkrieges überraschend – als sympathische und tragische Figur gezeigt wird. Eine seiner bekanntesten Filmrollen ist außerdem der Ladenbesitzer Felix Ducotel in der Schwarzen Komödie Wir sind keine Engel (1955) von Michael Curtiz, der unverhofft durch drei Banditen Hilfe gegen habgierige Verwandte erhält. 1961 übernahm er die Rolle des Reverend Mosby in der Komödie Die Vermählung ihrer Eltern geben bekannt. In Bezug auf seine Rolle in dem Horrorfilm Tarantula (1955) wird er im Eröffnungslied Science Fiction/Double Feature der The Rocky Horror Show besungen.
Ab den 1950er-Jahren war Carroll auch regelmäßig im amerikanischen Fernsehen zu sehen. In der Fernsehserie Topper übernahm er zwischen 1953 und 1955 die Rolle eines ordnungsliebenden Bankiers, der hartnäckig von zwei Geistern verfolgt wird. Zwischen 1962 und 1963 spielte er den konservativen Father Fitzgibbon in der Fernsehserie Going My Way, die auf dem Film Der Weg zum Glück basierte. Carroll war einer der ersten Schauspieler, der dieselbe Rolle in zwei verschiedenen Fernsehserien gleichzeitig spielte, nämlich die des Geheimdienstchefs Alexander Waverly sowohl in Solo für O.N.C.E.L. als auch in The Girl from U.N.C.L.E.
Von 1926 bis zu seinem Tod war Caroll mit Edith Nancy de Silva verheiratet, sie hatten ein Kind. Nach 1968 zog er sich aus dem Filmgeschäft zurück und starb 1972 mit 85 Jahren in Folge einer Krebserkrankung an einer Lungenentzündung.

## Filmografie (Auswahl)
- 1934: Sadie McKee
- 1934: Der Tyrann (The Barretts of Wimpole Street)
- 1935: Kampf um Indien (Clive of India)
- 1935: Murder on a Honeymoon
- 1937: Manuel (Captains Courageous)
- 1938: A Christmas Carol
- 1939: Der Henker von London (Tower of London)
- 1939: Günstling einer Königin (The Private Lives of Elizabeth and Essex)
- 1939: Sturmhöhe (Wuthering Heights)
- 1940: Charlie Chan auf Kreuzfahrt (Charlie Chan’s Murder Cruise)
- 1940: Rebecca
- 1941: This Woman Is Mine
- 1941: Verdacht (Suspicion)
- 1945: Ich kämpfe um dich (Spellbound)
- 1945: Das Haus in der 92. Straße (The House on 92nd Street)
- 1947: Amber, die große Kurtisane (Forever Amber)
- 1947: Clara Schumanns große Liebe (Song of Love)
- 1947: Der Fall Paradin (The Paradine Case)
- 1948: Betrogene Jugend (Enchentmant)
- 1950: Wilde Jahre in Lawrenceville (The Happy Years)
- 1950: Vater der Braut (Father of the Bride)
- 1951: Beichte eines Arztes – Die erste Legion (The First Legion)
- 1951: Der Fremde im Zug (Strangers On a Train)
- 1951: Rommel, der Wüstenfuchs (The Desert Fox: The Story of Rommel)
- 1952: Schnee am Kilimandscharo (The Snows of Kilimanjaro)
- 1952: Stadt der Illusionen (The Bad and the Beautiful)
- 1953: Die Thronfolgerin (Young Bess)
- 1953: Im Reiche des goldenen Condor (Treasure of the Golden Condor)
- 1953–1955: Topper (Fernsehserie, 78 Folgen)
- 1955: Wir sind keine Engel (We’re No Angels)
- 1955: Tarantula
- 1956: Der Schwan (The Swan)
- 1959: Der unsichtbare Dritte (North by Northwest)
- 1960: Die Vermählung ihrer Eltern geben bekannt (The Parent Trap)
- 1962–1963: St. Dominic und seine Schäfchen (Fernsehserie, 30 Folgen)
- 1963: Der Preis (The Prize)
- 1964–1968: Solo für O.N.C.E.L. (The Man from U.N.C.L.E.; Fernsehserie, 102 Folgen)
- 1965: Krieg der Spione (One of Our Spies Is Missing)
- 1965: Ein Spion zuviel (One Spy Too Many)
- 1965: Spion mit meinem Gesicht (The Spy with My Face)
- 1966–1967: The Girl from U.N.C.L.E. (Fernsehserie, 29 Folgen)
- 1967: Die unverbesserlichen Drei (The Helicopter Spies)
- 1969: From Nashville with Music